# Леді Баг і Супер-Кіт (сезон 2)
Прем'єра другого сезону мультсеріалу «Леді Баг і Супер-Кіт» відбулася 21 жовтня 2017 року в Іспанії, 26 жовтня 2017 року у Франції, 30 березня 2018 року у США та 26 березня 2019 року в Україні. Сезон налічує 25 серії серед яких є п'ять, котрі належать до трилогії «Битва королев» та  до спеціального епізоду «День героїв».
| Номер | Оригінальна назва                       | Переклад від студії «1+1»                      | Автор(и) сценарію                                                     | Дата показу у Франції | Дата показу в Україні |
| --- | --------------------------------------- | ---------------------------------------------- | --------------------------------------------------------------------- | --------------------- | --------------------- |
| 27 | «The Collector»                         | «Колекціонер»                                  | Томас Аструк, Матьє Шоке, Фред Ленор, Себастьєн Тобідо                | 26 жовтня 2017        | 26 березня 2019       |
| Марінетт вперше зустрічає майстра Фу, який розповідає їй про орден Хранителів та про те, що в книзі Ґабрієля містяться заклинання, здатні надавати супергероям нових сил. Тим часом розлючений через пропажу книги Ґабрієль саджає Адріана під домашній арешт. Бражник створює нову акуму, але не дозволяє їй відлетіти, адже… він та Ґабрієль — одна й та сама людина! Мало того, акуму він створив для самого себе! - Ця серія була вперше показана в Іспанії на місцевому телеканалі «Disney Channel» 21 жовтня 2017. |                                         |                                                |                                                                       |                       |                       |
| 28 | «Prime Queen»                           | «Королева Ефіру»                               | Томас Аструк, Матьє Шоке, Фред Ленор, Себастьєн Тобідо                | 29 жовтня 2017        | 27 березня 2019       |
| Надія Шамак повинна взяти у Леді Баг та Супер-Кота інтерв'ю, від рейтингу якого залежить її подальша кар'єра. Але все із самого початку йде не так: Леді Баг спізнюється, вони із Супер-Котом не є парою (що могло б підвищити рейтинг шоу), а до того ж дзвінки від глядачів псують ситуацію ще більше. Бражник перетворює Надію на Королеву Ефіру, що здатна пересуватися містом через телеекрани. - Ця серія була вперше показана у Португалії на місцевому телеканалі «Disney Channel» 25 жовтня 2017. |                                         |                                                |                                                                       |                       |                       |
| 29 | «Glaciator»                             | «Морозник»                                     | Томас Аструк, Матьє Шоке, Фред Ленор, Себастьєн Тобідо                | 14 січня 2018         | 28 березня 2019       |
| Знаменитий на все місто продавець морозива Андре, що має дивний дар вгадувати, з якими кольорами асоціюється кохана людина будь-кого, стає Морозником — величезним сніговиком, який перетворює людей на морозиво. Леді Баг та Супер-Кіт повинні поспішати, доки всі жителі Парижу не розтали! |                                         |                                                |                                                                       |                       |                       |
| 30 | «Despair Bear»                          | «Злючий ведмедик»                              | Томас Аструк, Матьє Шоке, Фред Ленор, Нолвенн П'єн, Себастьєн Тобідо  | 27 жовтня 2017        | 29 березня 2019       |
| За порадою свого дворецького Жана Хлоя влаштовує вечірку для всіх своїх однокласників. Бражник, дізнавшись про це, випускає акуму (адже на вечірці у «найпідлішої дівчини Парижу» у когось точно зіпсується настрій), і та знаходить ідеальну жертву — саме Жана, який за допомогою старого іграшкового ведмедика Хлої починає підкорювати собі гостей. - Ця серія була вперше показана в Іспанії на місцевому телеканалі «Disney Channel» 21 жовтня 2017. |                                         |                                                |                                                                       |                       |                       |
| 31 | «Troublemaker»                          | «Хаосистентка»                                 | Томас Аструк, Матьє Шоке, Фред Ленор, Нолвенн П'єн                    | 17 червня 2018        | 30 березня 2019       |
| Джаггед Стоун приходить до пекарні батьків Марінетт, аби знятися у випуску телепередачі. Пенні, асистентка Джаґеда, намагається виконати всі виставлені до неї умови (незважаючи на те, що деякі з них суперечать одна одній), і стає Хаосистенткою, єдине бажання якої — сіяти хаос! - Ця серія була вперше показана в Іспанії на місцевому телеканалі «Disney Channel» 16 червня 2018. |                                         |                                                |                                                                       |                       |                       |
| 32 | «Gigantitan»                            | «Гігантитан»                                   | Томас Аструк, Матьє Шоке, Фред Ленор, Себастьєн Тобідо                | 26 листопада 2017     | 31 березня 2019       |
| Подруги Марінетт планують для неї ідеальне побачення із Адріаном, але, як і очікувалося, все іде шкереберть. У Бражника теж не все іде за планом: коли він запустив акуму, націливши її на розсердженого охоронця Адріана, у того в останню мить покращився настрій, і акума потрапила… у маленького хлопчика! Спантеличений Бражник все ж таки перетворює малюка на велета, але чи буде у цьому сенс? |                                         |                                                |                                                                       |                       |                       |
| 33 | «Riposte»                               | «Контратака»                                   | Томас Аструк, Матьє Шоке, Фред Ленор, Себастьєн Тобідо                | 1 листопада 2017      | 1 квітня 2019         |
| У Париж приїжджає Каґамі Цуруґі — дівчина з Японії, яка походить із сім'ї чемпіонів світу з фехтування. І дійсно, вона не має собі рівних у цьому виді спорту, аж доки Адріан не перемагає її, і Каґамі стає Контратакою — злодійкою, озброєну неймовірно гострим мечем та бажанням реваншу! |                                         |                                                |                                                                       |                       |                       |
| 34 | «Befana»                                | «Бефана»                                       | Томас Аструк, Мелені Дюваль, Себастьєн Тобідо                         | 30 жовтня 2017        | 2 квітня 2019         |
| На чотирнадцятий день народження Марінетт до неї приїжджає її бабуся Джина (мати Тома Дюпена). Оскільки Джина востаннє бачила Марінетт ще дитиною, з самого початку спілкування між ними не заладилося, і Джина стає Бефаною — лиходійкою, здатною підкоряти людей собі або перетворювати їх на вугілля. |                                         |                                                |                                                                       |                       |                       |
| 35 | «Frightningale»                         | «Зловій»                                       | Томас Аструк, Матьє Шоке, Фред Ленор, Себастьєн Тобідо                | 10 червня 2018        | 3 квітня 2019         |
| Співачка Клара Соловій влаштовує кастинг для свого нового кліпу. Звісно ж, усі хочуть взяти в ньому участь, але переможцями стають Марінетт та Адріан. Андре Буржуа погрожує закрити проєкт, якщо на головну роль не оберуть Хлою, і засмучена Клара стає Зловієм, що постійно говорить римами і вимагає від інших того ж самого — а як ні, то перетворює людей на статуї. - Ця серія була вперше показана в Іспанії на місцевому телеканалі «Disney Channel» 12 травня 2018. |                                         |                                                |                                                                       |                       |                       |
| 36 | «Gorizilla»                             | «Горизілла»                                    | Томас Аструк, Матьє Шоке, Мелені Дюваль, Себастьєн Тобідо             | 13 травня 2018        | 4 квітня 2019         |
| Ґабрієль підозрює, що його син і є Супер-Котом (він колись уже помітив перстень Адріана). Аби переконатися в цьому, він перетворює охоронця Адріана на Горизіллу — велетня, схожого на Кінг-Конга, що до того ж має надзвичайно гострий нюх і переслідує Адріана по всьому місту. - Ця серія була вперше показана у Канаді на телеканалі «Family Channel» 14 березня 2018. |                                         |                                                |                                                                       |                       |                       |
| 37 | «Robostus»                              | «Робостус»                                     | Томас Аструк, Матьє Шоке, Фред Ленор, Себастьєн Тобідо                | 3 листопада 2017      | 5 квітня 2019         |
| Макс приносить до школи свій винахід — маленького літаючого робота на ім'я Марков. Але Маркова ніхто не сприймає серйозно, і Бражник робить його Робостусом, надаючи йому здатності оживляти техніку. От тільки чи варто було робити злою істоту, що все сприймає буквально? |                                         |                                                |                                                                       |                       |                       |
| 38 | «Sapotis»                               | «Сапотиси»                                     | Томас Аструк, Матьє Шоке, Фред Ленор, Себастьєн Тобідо                | 21 січня 2018         | 6 квітня 2019         |
| Елла та Етта, менші сестри Алі, перетворюються на Сапотисів — маленьких чортенят, які, на додачу до всього іншого, вміють ще й множитися. Аби знайти двох справжніх сестер серед натовпу абсолютно однакових істот, Леді Баг доводиться попросити Алю про допомогу і тимчасово віддати їй талісман Лисиці, який надає власникові влади над ілюзіями. - Камео: Вільфред «Вінні» Пенн озвучив багато Сапотисів. |                                         |                                                |                                                                       |                       |                       |
| 39 | «The Dark Owl»                          | «Темний Пугач»                                 | Томас Аструк, Матьє Шоке, Фред Ленор, Себастьєн Тобідо                | 10 грудня 2017        | 7 квітня 2019         |
| Надихнувшись діяльністю Леді Баг та Супер-Кота, директор школи, пан Дамокл, сам намагається стати супергероєм, але в нього нічого не виходить — він лише виставляє себе на посміховисько. Але тим, хто з нього сміявся, буде непереливки — Бражник робить пана Дамокла Темним Пугачем, у арсеналі якого наявні безліч видів зброї і на додачу ще й віртуальний помічник. - Камео: Жан Вайолет озвучив обличчя акуматизованої версії комп'ютера пана Дамокла на ім'я Альберт. - Ця серія була вперше показана в Іспанії на місцевому телеканалі «Disney Channel» 5 грудня 2017. |                                         |                                                |                                                                       |                       |                       |
| 40 | «Syren»                                 | «Сирена»                                       | Томас Аструк, Мелені Дюваль, Фред Ленор, Себастьєн Тобідо             | 3 червня 2018         | 17 травня 2019        |
| Майстер Фу намагається розшифрувати рецепти магічних зіль, які надають квомі та супергероям нових здібностей. І «водяне» зілля (що дає здатність дихати під водою та пристосовує супергеройські костюми до підводного плавання) саме стане у пригоді, коли весь Париж буде затоплений через плавчиню Ондін, яка стала злодійкою Сиреною. - Ця серія була вперше показана в Іспанії на місцевому телеканалі «Disney Channel» 5 травня 2018. |                                         |                                                |                                                                       |                       |                       |
| 41 | «Zombizou»                              | «Зомбіцьом»                                    | Томас Аструк, Вільфрід П'єн                                           | 27 травня 2018        | 18 травня 2019        |
| У мадам Бюстьє день народження. Всі учні приготували їй подарунки, окрім Хлої, яка на додачу ще й псує подарунок від Марінетт. Відчувши гнів останньої, Бражник запускає у неї акуму, але й цього разу «промахується», попавши у мадам Бюстьє, яка хоч і заспокоїла Марінетт, але злякалася акуми. - Ця серія була вперше показана у Канаді на телеканалі «Family Channel» 13 квітня 2018. |                                         |                                                |                                                                       |                       |                       |
| 42 | «Captain Hardrock»                      | «Капітан Хард-Рок»                             | Томас Аструк, Фред Ленор, Жан-Ремі Перрін, Себастьєн Тобідо           | 20 травня 2018        | 19 травня 2019        |
| У Парижі готується музичний фестиваль. Анарка Куффен, мати Джулеки, влаштовує любительський концерт на власному кораблі, але її музика виявляється занадто гучною. Через це поліція виписує їй купу штрафів, і Анарка стає Капітаном Хард-роком — злодійкою, яка хоче як слід струсонути місто музикою! - Ця серія була вперше показана у США на платформі «Netflix» 30 березня 2018. |                                         |                                                |                                                                       |                       |                       |
| 43 | «Frozer»                                | «Льодовик»                                     | Томас Аструк, Мелені Дюваль, Фред Ленор, Себастьєн Тобідо             | 14 жовтня 2018        | 20 травня 2019        |
| Адріан, Кагамі, Лука та Марінетт ідуть на ковзанку, де стають свідками того, що мер Буржуа хоче закрити її через низьку кількість відвідувачів. Через це тренер із фігурного катання Філіпп стає Льодовиком і миттю перетворює місто на царство льоду. Леді Баг та Супер-Коту потрібно скористатися новим даром, якщо вони не хочуть замерзнути! - Запрошена зірка у цій серії: Філіп Канделоро озвучив Філіпа/Льодовика у Французькій версії (оригіналі). - Ця серія була вперше показана у Бразилії на телеканалі «Gloob» 12 жовтня 2018. |                                         |                                                |                                                                       |                       |                       |
| 44 | «Style Queen (Queen's battle - Part 1)» | «Королева Стилю. Битва королев. Частина перша» | Томас Аструк, Матьє Шоке, Фред Ленор, Себастьєн Тобідо                | 21 жовтня 2018        | 21 травня 2019        |
| У Париж прибуває мати Хлої — Одрі Буржуа, міжнародний модний критик, аби відвідати влаштований Габрієлем модний показ. Побачивши, що Одрі — це доросла версія Хлої («найпихатіша, найсамозакоханіша та найвередливіша людина, яку я колись бачив»), Ґабрієль вирішує, що зробить із неї ідеальну злодійку! І дійсно, Одрі в образі Королеви Стилю починає з того, що перетворює Адріана на статую. Залишившись без допомоги Супер-Кота, Леді Баг вирішує скористатися талісманом Бджоли, але губить його під час бійки із Королевою Стилю… - Це перша частина трилогії «Битва королев». - Ця серія була вперше показана в Іспанії на місцевому телеканалі «Disney Channel» 6 жовтня 2018. |                                         |                                                |                                                                       |                       |                       |
| 45 | «Queen Wasp (Queen's battle - Part 2)»  | «Королева Ос. Битва королев. Частина друга»    | Томас Аструк, Матьє Шоке, Фред Ленор, Себастьєн Тобідо                | 21 жовтня 2018        | 22 травня 2019        |
| Виявляється, що талісман Бджоли знайшла… Хлоя. Мало того, вона на очах у всіх перетворилася на супергероїню Королеву Бджіл, але, як і варто було очікувати, її дії ні до чого хорошого не призводять. Леді Баг вимагає, щоб Хлоя віддала талісман Бджоли, але та відмовляється, і Бражник перетворює її на Королеву Ос, здатну керувати осами (укуси яких ще й паралізують). - Це друга частина трилогії «Битва королев». - Ця серія була вперше показана в Іспанії на місцевому телеканалі «Disney Channel» 6 жовтня 2018. |                                         |                                                |                                                                       |                       |                       |
| 46 | «Reverser»                              | «Перетворювач»                                 | Томас Аструк, Фред Ленор                                              | 7 жовтня 2018         | 23 травня 2019        |
| Марк Ансієль, учень з паралельного класу, пише книгу «Щоденник Леді Баг». Марінетт радить йому об'єднати зусилля з Натаніелем, але Марк надто невпевнений у собі, і внаслідок низки подій він стає Перетворювачем — злодієм, здатним перетворити будь-яку сильну сторону супротивника на слабкість. - Ця серія була вперше показана у Канаді на телеканалі «Family Channel» 23 липня 2018. |                                         |                                                |                                                                       |                       |                       |
| 47 | «Anansi»                                | «Анансі»                                       | Томас Аструк, Мелені Дюваль, Фред Ленор, Себастьєн Тобідо             | 23 вересня 2018       | 24 травня 2019        |
| До Алі приїжджає її старша сестра Нора, яка вважає, що лише вона одна може захистити свою родину від злодіїв. Але ситуація складається так, що сама Нора перетворюється на Анансі — величезну дівчину-павука, яка до того ж замикає Алю у пастці. Леді Баг вирішує скористатися допомогою Ніно, тимчасово віддавши йому талісман Черепахи. - Ця серія була вперше показана у Канаді на телеканалі «Family Channel» 10 вересня 2018. |                                         |                                                |                                                                       |                       |                       |
| 48 | «Malediktator»                          | «Заклинатель»                                  | Томас Аструк, Матьє Шоке, Фред Ленор, Себастьєн Тобідо                | 28 жовтня 2018        | 25 травня 2019        |
| Хлоя висловлює бажання поїхати жити до Нью-Йорку разом із матір'ю, і Андре Буржуа перетворюється на Заклинателя, здатного підкорити собі кого завгодно — як одну людину, так і цілу юрбу. Те ж саме він робить із Супер-Котом, і Леді Баг вирішує дати Хлої шанс, тепер вже позичивши їй талісман Бджоли за власної волі. - Це третя та остання частина трилогії «Битва королев». - Ця серія була вперше показана у Канаді на телеканалі «Family Channel» 12 жовтня 2018. |                                         |                                                |                                                                       |                       |                       |
| 49 | «Sandboy»                               | «Піщаний хлопчик»                              | Томас Аструк, Мелені Дюваль, Фред Ленор, Себастьєн Тобідо             | 30 вересня 2018       | 26 травня 2019        |
| Тіккі та Плагг відправляються на зустріч із іншими квомі, аби зв'язатися із Нууру, в якого сьогодні день народження. А тим часом у Парижі з'являється новий злодій — Піщаний хлопчик, який може робити жахливі сни реальними. - Ця серія була вперше показана у Канаді на телеканалі «Family Channel» 24 вересня 2018. |                                         |                                                |                                                                       |                       |                       |
| 50 | «Catalyst (Heroes' Day - Part 1)»       | «Активаторка. День героїв. Частина перша»      | Томас Аструк, Мелені Дюваль, Матьє Шоке, Фред Ленор, Себастьєн Тобідо | 18 листопада 2018     | 27 травня 2019        |
| У Парижі проводиться День героїв, коли кожен повинен зробити щось хороше для інших. Марінетт каже однокласникам, що планує дегустацію випічки, але не встигає нічого зробити через свої обов'язки Леді Баг. Але це ще тільки початок: Бражник перетворює Наталі на Активаторку, яка збільшує його здібності у багато разів — тепер він може створити величезну кількість акум одночасно… - Це перша частина спеціальної серії «День героїв». - Ця серія була вперше показана у Швейцарії на телеканалі «RTS Deux» 21 жовтня 2018. |                                         |                                                |                                                                       |                       |                       |
| 51 | «Mayura (Heroes' Day - Part 2)»         | «Маюра. День героїв. Частина друга»            | Томас Аструк, Мелені Дюваль, Матьє Шоке, Фред Ленор, Себастьєн Тобідо | 18 листопада 2018     | 28 травня 2019        |
| Справи у команди супергероїв ідуть не дуже добре: поступово Рена Рудь, Панцирник та Королева Бджіл самі стають жертвами червоних акум. Але Леді Баг та Супер-Коту все ж таки вдається позбутися головної акуми — тієї самої, що зв'язувала Бражника з Активаторкою, внаслідок чого злодії стають собою. Здається, команда супергероїв загнала Бражника у глухий кут, але Наталі згадує про талісман Павича, що зберігається у сейфі Ґабрієля, і активує його, хоч і знає, що він пошкоджений… - Це друга частина спеціальної серії «День героїв». - Ця серія була вперше показана у Швейцарії на телеканалі «RTS Deux» 3 листопада 2018.                                                  |                                         |                                                |                                                                       |                       |                       |